# Gâtinais
O Gâtinais é um antigo condado e uma região natural francesa que se estende sobre o território dos departamentos de Loiret (região do Centro-Vale do Loire), de Sena e Marne e de Essonne (Ilha de França) e de Yonne (Borgonha-Franco-Condado).

## Etimologia
A palavra "Gâtinais" aparece no século XIII. O "pagus vastinensis", nome dado nos antigos títulos latinos, vem do baixo latim vastinens, do francês antigo gast, "terra inculta".
Mas se limitaria a torto esta expressão como significando um país vasto no sentido de "vazio", "inculto" e "deserto"; ou ainda, outro preconcepção comum, de um país de solo "gasto", mais ou menos estéril. Estes dois aspectos são a definição clássica de gâtine.
No entanto, é tão ou mais válido de conceber este pagus vastinensis como a expressão de um vasto país, que se aplica a esta região ou os geógrafos do então tinha 22 cidades e cuja administração é compartilhada entre quatro departamentos (Essonne, Sena e Marne, Loiret e Yonne) e três regiões (Borgonha-Franco-Condado, Centro-Vale do Loire e Região Parisiense); ou, outro entendimento como justo, aquela de "país arrasado" ou "devastado", pois está localizado no caminho de inúmeras invasões e portanto objeto de afrontas recorrentes.
O abade Crespin, cura de Cepoy, considerou que faltou talvez lembrar como origem desta designação o significado de "país devastado" após as invasões dos séculos V e VI; como prova o fato de que entre os cinco pagi relacionados com a cidade de Sens (Sens, Melun, Provins, Étampes e Gâtinais), apenas este último não seria nomeado após o nome de uma cidade, o que poderia significar a não existência de qualquer cidade no território correspondente à bacia do Loing e seus afluentes.

## História
Na época gaulesa e galo-romana, o Gâtinais, pagus Vastinensis, foi uma das subdivisões do território senônio criado pelos romanos, entre os Carnutos (Chartres) a oeste e o Língones (Langres) a leste. Tomado pelos Francos, o Gâtinais correspondia então a um dos cinco arquidiaconatos dentro da diocese de Sens. Naquele momento, a sua cidade principal é Château-Landon e se estendia para além das duas margens do Loing.
Na época carolíngia, sempre com Château-Landon como o centro, e um território delimitado por Châtillon-Coligny ao leste, Boiscommun ao sul, Milly a oeste e Montereau ao norte.
Em 1068, o rei Filipe I introduziu o Gâtinais no Domínio real francês.
O rei Filipe Augusto empurrou as fronteiras para além da Floresta de Orleans, com a ideia de torná-lo uma apanágio para seu filho.

## Geografia

### Âmbito geográfico
A capital histórica do Gâtinais, até a criação dos governos, foi Château-Landon. Posteriormente, as duas "capitais", foram Montargis (para o Gâtinais orleanês) e Nemours (para o Gâtinais francês).
Vários autores concordam em geral sobre o fato de que a parte chamada por conveniência Gâtinais orleanês corresponderia, aproximadamente, ao antigo arrondissement de Montargis e uma grande fração do arrondissement de Pithiviers, no departamento de Loiret, enquanto que os chamados Gâtinais francês corresponde ao arrondissement de Fontainebleau no departamento de Seine-et-Marne.
Uma parte do sul do departamento de Essonne, em torno de Milly-la-Forêt, também afirma como parte do Gâtinais, enquanto alguns autores consideram o número de municípios no noroeste do departamento de Yonne (Puisaye e tudo o que caía sob a jurisdição da diocese de Sens, a oeste do rio Yonne), como parte do Gâtinais. Seus limites naturais são o Sena para o norte, Yonne para o leste, a floresta de Orleans para o sul e o departamento de Essonne para o oeste.
Desde 4 de outubro de 1999, a nova divisão administrativa do Pays du Gâtinais inclui 75 comunas essencialmente rurais em que o mapa corresponde aproximadamente ao Gâtinais montargois. A região de Bellegarde é excluída, assim como uma parte da aglomeração de Montargis, que está sujeita a um contrato de aglomeração.
A maioria das comunas do cantão de La Chapelle-la-Reine, com exceção de dois: Larchant e Recloses, são reunidas em uma comunidade de comunas: a comunidade de comunas de Terres du Gâtinais.
Quatorze comunas portam hoje o nome do Gâtinais, treze em Loiret e uma em Sena e Marne. Feins-en-Gâtinais é a mais meridional, Maisoncelles-en-Gâtinais é a mais setentrional. No entanto, cerca de Milly-la-Forêt, o Parque Natural Regional do Gâtinais francês é mais ao norte ainda.

### Hidrografia
A rede hidrográfica do pays du Gâtinais é densa. Ele tem sete rios principais: o Betz, o Cléry, o Ouanne, o Loing, o Vernisson, o Puiseaux e o Fusain; assim como outros sete rios menores: o Aveyron, o Solin, o Limetin, o Poterie, o Huillard, o Bezonde, Petit Fusain, o Maurepas. Os rios são, geralmente, administrados pelos sindicatos intercomunais.
Estes cursos de água são sujeitos a problemas, dos quais os mais importantes são a secagem, a irreversibilidade de certos acontecimentos, os danos causado pelos ratões-d'água, e a qualidade medíocre das águas.
Além disso, o território inclui oito lagoas e pântanos principais e algumas lagoas menos importantes, controladas pelas comunas. É atravessada pelos canais de Briare, de Loing e de Orleans. O patrimônio construído associados a estes canais inclui, entre outros, os banhos romanos de Montbouy ligados a um complexo santuário-teatro-termas, as quatro eclusas em escala de Dammarie-sur-Loing.

## Meio ambiente

### Flora
As florestas estaduais de Montargis e de Orleans estão localizados no território de Gâtinais, assim como muitos bosques, pomares principalmente de macieiras, sebes da paisagem de horto no nordeste, árvores ao longo de cursos de água, e alguns "árvores notáveis" tais como os do Grande carvalho de Pilão em Louzouer. Apesar da falta de recursos do solo, a floresta de Fontainebleau faz parte do Gâtinais e consiste principalmente de carvalho e de abetos.
Há também o "arboreto nacional des Barres", rotulado como "jardim notável" e com quase 300 hectares, dos quais 35 de coleções contendo cerca de 2 700 espécies de árvores.

### Fauna
O maciço de Lorris abriga a águia-pesqueira e a águia-de-botas.

### Classificação
O Gâtinais montargois inclui as zonas naturais de interesse ecológico, faunístico e florístico (ZNIEFF) dos vales do Loing entre Dordives e o Cléry, do Loing de Conflans-sur-Loing a Montbouy, do Cléry, do Betz, do Ouanne, e da vegetação submersa e bosques ribeirinhos de Montbouy. Há também inúmeras áreas menores : prairie tourbeuse de la Fontaine  de Saint-Liphard em Mormant-sur-Vernisson, etc.
Alguns corpos de água também estão associadas aos ZNIEFF: étang de Courcambon (Montereau), marais de Beaudenin (Nogent-sur-Vernisson), étang de Parc Thierry (Foucherolles), marais de Cercanceaux e marais do Château de Mez (Dordives), étang de Marsin (Montcresson), marais do Mignerette, étang de la Boine, du Piquereau du May et étang Neuf (série de lagoas principalmente na comuna de Chailly-en-Gâtinais mas envolvendo também as comunas de Coudroy, Beauchamps-sur-Huillard e Noyers).
Além disso, existem três áreas da rede Natura 2000: o maciço de Lorris na floresta de Orleans, os campos calcários do domaine des Barres, os pântanos de Sceaux e de Mignerette.
Além dos limites do Gâtinais montargois, o Parque Natural Regional do Gâtinais francês é um importante site relacionadas com a protecção do meio ambiente da região.
Além disso, 32 dos 177 hectares da floresta de Orleans, no norte do Loire são classificadas como zona de proteção especial Natura 2000 e 36 086 hectares em ZNIEFF, com as 37 comunas envolvidas e incluindo a lagoa de Courcambon, a lagoa de Molandon (Dampierre-en-Burly), e a lagoa e o pequeno vale de Ravoir.
As áreas ZNIEFF do Gâtinais fora do Gâtinais montargois são pequenas mas numerosas (les grands marais e le petit marais em Adon, chênaie-charmaie de bois blanc em Saint-Maurice-sur-Aveyron, chênaie-charmaie du bois des Fontaines em Châtillon-Coligny, létang des Plains e étang du Bonjon em Feins-em-Gâtinais, marais des Hervésies em Sainte-Geneviève-des-Bois, étang de Langesse e étang de la Tuilerie em Langesse, marais Chapeau em Solterre, étang de la Noue-Mazonne em Coudroy e Châtenoy, étang des Hautes Sœurs em Bellegarde, Pelouses à nard et lisières près de l’arboretum des Grandes Bruyères (ver reserva natural des Grands Bruyères), etc...

## Patrimônio construído
O patrimônio construído de Gâtinais é composto principalmente de obras de pequeno ou de médio porte distribuídos ao longo de muitos comunas, principalmente de edifícios religiosos ou de suas partes. Sessenta edifícios estão listados no inventário dos monumentos históricos, incluindo cinco castelos; vinte deles são classificados. Os conjuntos mais notáveis são a cidade medieval de Ferrières-en-Gâtinais, o château de la Motte em Château-Renard e o sítio galo-romano de Sceaux-du-Gâtinais. Outros elementos do patrimônio são os menires, casas, um moinho, ruínas romanas, polidores, etc.

Conjuntos de banhos de santuários-teatros, galo-romanos, os instrumentos de política social de Roma, em particular, sob os Antoninos (96–192) e os Severos (193–235), são frequentemente disseminados na campanha - ao contrário da área do mediterrâneo, onde os teatros são principalmente urbanos. Em Gâtinais, são encontrados principalmente ao longo do Loing (ponto de encontro do países Carnutos e Senônios) e seus afluentes, e em particular em Sceaux-du-Gâtinais, Bouzy-la-Forêt, Bonnée, Triguères, Montbouy, e talvez Ferrières-en-Gâtinais.

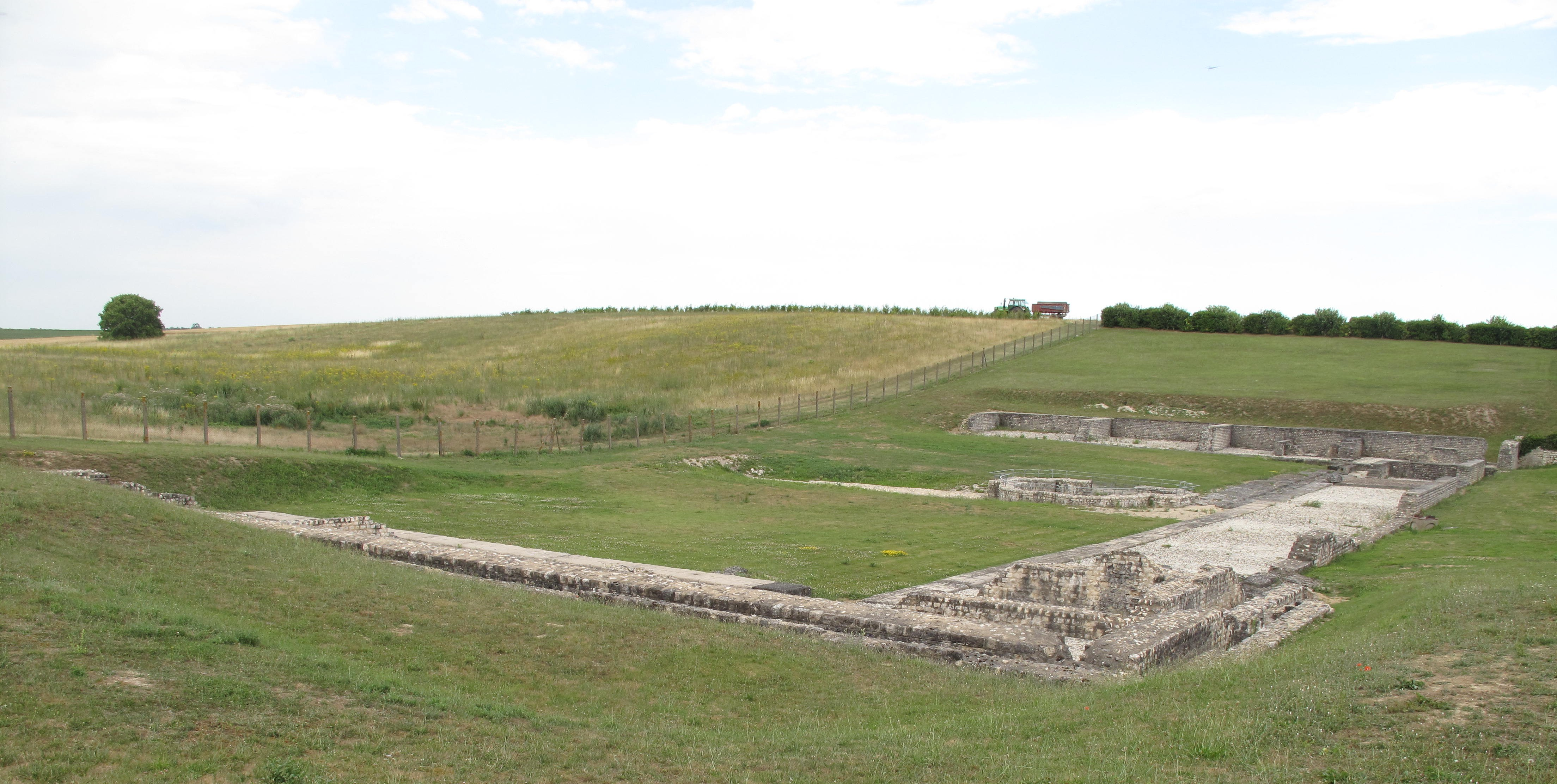
Lugar de adoração d'Aquis Segeste,Sceaux-du-Gâtinais.
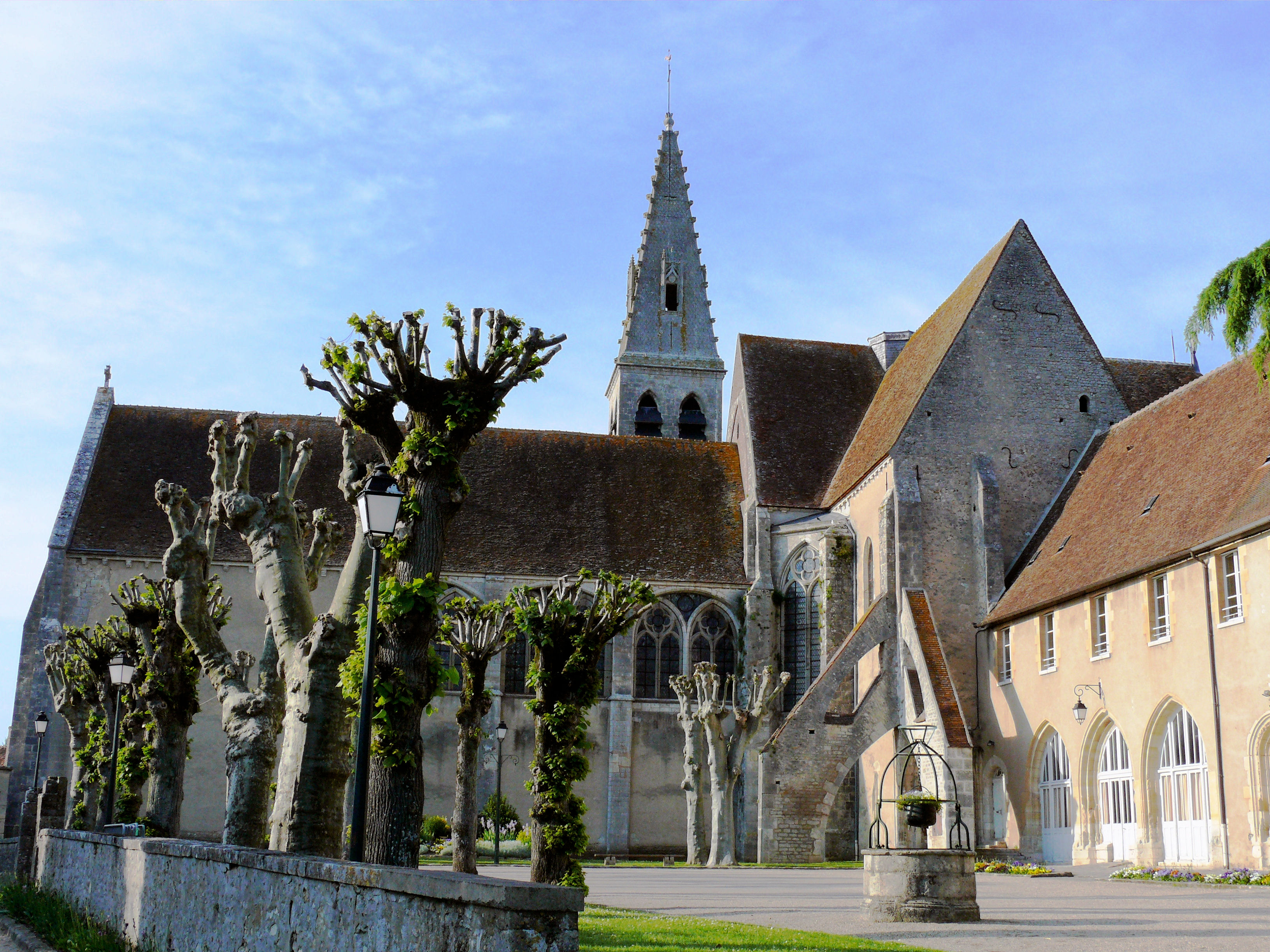
L'abadia de Saint-Pierre-et-Saint-Paul,Ferrières-en-Gâtinais.
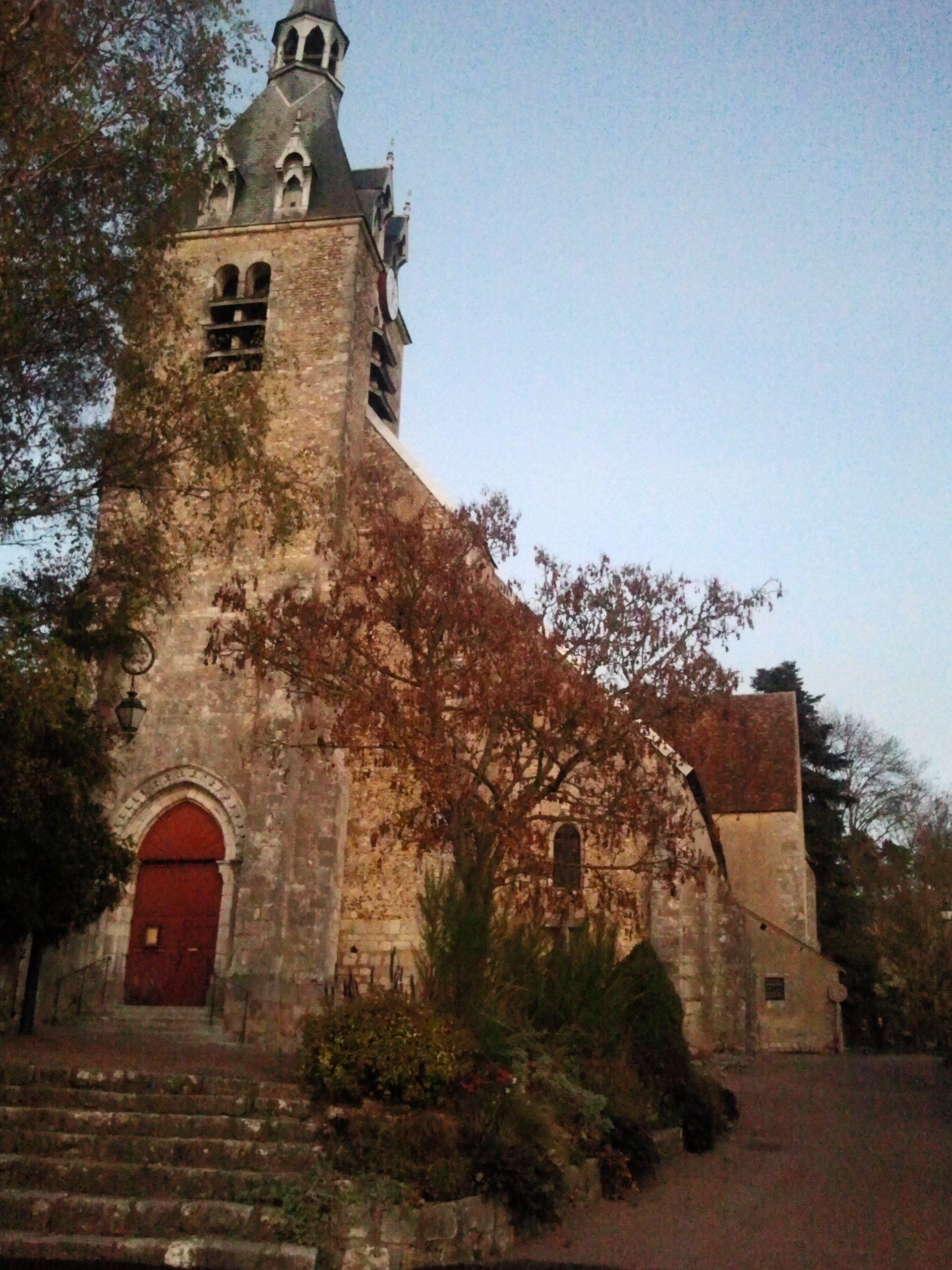
Igreja De Saint-Etienne, Château-Renard.

## Especialidades
O Gâtinais é conhecida por seu mel e seu bloco. O açafrão, a grande especialidade do Gâtinais, conhecida hoje como um tímido renascimento, sob a liderança do Parque Natural Regional do Gâtinais francês, após o seu gradual desaparecimento da região durante os últimos três séculos.

## Turismo
Os canais permitem o turismo fluvial. A trilha da grande rota 13 (GR13) atravessa o território do departamento do Loiret.